# 奥斯卡·摩根斯特恩
奥斯卡·莫根施特恩（德語：Oskar Morgenstern；1902年1月24日—1977年7月26日）德国裔经济学家，博士导师为路德维希·冯·米塞斯。莫根施特恩与约翰·冯·诺伊曼合著的名作《博弈论与经济行为》，从数学的角度创立了博弈论。